# Jaksa Gryfita
Jaksa Gryfita (né en 1120 – mort en 1176), membre de la noble famille polonaise Gryfici (en), castellan de Cracovie (1692).

## Biographie
Peut-être à la fin des années 1150 ou 1160, il fonde un monastère prémontrés à Zwierzyniec (en) près de Cracovie (Selon la tradition, la première supérieure est sa propre fille).
En 1162 il se rend en pèlerinage en Terre sainte, il en revient un an plus tard. Il fonde ensuite le monastère du Saint-Sépulcre à Miechow (en). Il contribue également à la construction du monastère bénédictin de Sieciechów et du monastères prémontrés de Krzyżanowice.

## Sources
- Notices d'autorité :   - VIAF
  - Pologne

- (pl) Cet article est partiellement ou en totalité issu de l’article de Wikipédia en polonais intitulé « Jaksa Gryfita » (voir la liste des auteurs).